# Uurnog
『Uurnog』は、スウェーデンのインディーゲームスタジオNifflas Gamesが開発しHumble Bundleより発売されたサイドビューのアクションパズルゲーム。新規要素を追加したバージョン『Uurnog Uurnlimited』はRaw Furyより発売された。

## 概要
拠点のセーブルームで示された動物を収集するため、プレイヤーは数々の奇妙なステージを探索する。ステージ内にはブロック状のアイテムや敵キャラクターが登場し、これらを持ち運んで固有の効果を発揮することにより状況を打開していく。作品内でのテキスト表示は操作説明程度に限られ、世界観の説明やキャラクターの台詞などはない。
古いアクションゲームのような作風や、敵やアイテムを拾って戦闘やパズルに利用するコンセプトについて、Nifflas Gamesのニクラス・ニグレンは、任天堂の『スーパーマリオUSA』やBogosoftの『Lyle in Cube Sector』の影響を挙げている。一方、ゲーム内のサウンドトラックは古いスタイルではなく、ニューラルネットワークの仕組みの導入によりゲーム内で起きていることに応じて動的に変化する。

## システム
前述のように、指定された動物を拠点のセーブルームに集めることが本作の目標となる。セーブルームには、動物たちがいる他のエリアと繋がっている複数の扉が存在するが、それらを開けるための鍵を見つける必要がある。
ブロック状の敵、爆弾、鳥、銃などの上に乗ると拾い上げることができ、固有の効果を発揮したり投げたりして使用する。また、ブロックを持っている状態でジャンプ中にブロックを下に投げると空中での2段ジャンプを行うことができる。ブロックは最大4つまでストックし持ち運べる。
ライフが尽きるなどしてミスとなるとセーブルームからゲームが再開される。この時、各エリアの状況はリセットされるが、セーブルーム内に保管されたブロックなどの状況はリセットされない。
「Uurnlimited」では2人協力プレイに対応しており、2番目のプレイヤーは犬を操作する。犬は吠えることで敵を攻撃できる。一方、2人のプレイヤー同士はひもでつながれており、行動が制約されている。

## 評価
- Nordic Game 2017 Sensation Award ノミネート[3]
- 第20回IGF Awards 「Excellence in Audio」受賞、「Excellence in Design」ノミネート[4]